# Volodymyr Veremeyev
Volodymyr Hryhorovytch Veremeyev (en ukrainien : Володимир Григорович Веремеєв) ou Vladimir Grigoriévitch Veremeïev (en russe : Владимир Григорьевич Веремеев) est un footballeur international soviétique né le 8 novembre 1948 à Spassk-Dalni.

## Biographie

### Carrière en club
Natif de Spassk-Dalni dans l'Extrême-Orient russe, Volodymyr Veremeyev déménage durant sa jeunesse dans la ville de Kirovograd (aujourd'hui Kropyvnytskyï) et intègre à partir de 1962 les équipes de jeunes du club local du Zvezda. Entrant dans l'équipe première en 1967, il la même année ses débuts professionnels en disputant la deuxième division soviétique à l'âge de 18 ans.
Recruté par le Dynamo Kiev en début d'année 1968, il s'impose progressivement comme titulaire régulier au cours des années 1970 et prend part aux nombreux succès du club durant cette période.  Nationalement, il remporte ainsi le championnat soviétique à six reprises entre 1971 et 1981 ainsi que trois coupes d'Union soviétique en 1974, 1978 et 1982. Sur le plan continental, Veremeyev dispute 44 rencontres dans les compétitions européennes pour trois buts marqués. Il prend également part à la campagne victorieuse du Dynamo en Coupe des coupes en 1975 mais ne dispute cependant pas la finale de la compétition. Il joue par la suite le match retour de la Supercoupe de l'UEFA remportée la même année contre le Bayern Munich.
Ses performances lui valent par ailleurs d'être nommé à plusieurs reprises pour le titre de footballeur soviétique de l'année, terminant deuxième lors des années 1974 et 1975 loin derrière son coéquipier Oleg Blokhine. Il intègre également quatre fois de suite l'équipe-type du championnat soviétique entre 1974 et 1977.
Après quatorze années sous les couleurs du Dynamo Kiev, durant lesquelles Veremeyev cumule 401 matchs joués et 38 buts marqués, il met un termine sa carrière à l'âge de 32 ans à l'issue de la saison 1982.

### Carrière internationale
Sélectionné avec la sélection soviétique olympique à partir de 1971, Volodymyr Veremeyev prend ainsi part à la phase qualificative pour les Jeux olympiques de 1972, bien que n'étant pas retenu par Oleksandr Ponomarov pour la phase finale. Il est par la suite rappelé par Valeri Lobanovski pour disputer les Jeux de 1976 où il prend cette fois part à la troisième place de la délégation soviétique, étant notamment buteur lors de la phase de groupes face à la Corée du Nord.
Avec la sélection A, il connaît sa première sélection sous Konstantin Beskov le 17 avril 1974 lors d'un match amical contre la Yougoslavie. Il participe par la suite à la phase éliminatoire du championnat d'Europe 1976, marquant un but contre la Suisse le 12 novembre 1975 avant de prendre part au barrage perdu contre la Tchécoslovaquie. Par la suite, Vemereyev dispute principalement des rencontres amicales entre 1977 et 1978, restant inutilisé pour les qualifications à la Coupe du monde 1978. Il joue finalement son dernier match en sélection le 31 octobre 1979 contre la Finlande dans le cadre des éliminatoires de l'Euro 1980.

### Carrière d'entraîneur
Après la fin de sa carrière de joueur, Veremeyev intègre l'encadrement technique du Dynamo Kiev entre 1985 et 1991 avant de devenir entraîneur assistant de Valeri Lobanovski avec la sélection des Émirats arabes unis en 1991 et 1992. Après un bref retour au Dynamo en tant que vice-président en 1993, il accompagne Lobanovski avec la sélection koweïtienne entre 1994 et 1996. Il occupe par la suite un poste d'entraîneur-consultant auprès de la fédération ukrainienne entre 1997 et 2011 avant de devenir directeur sportif adjoint du Dynamo Kiev en 2012.

## Statistiques
| Saison                | Club                  | Championnat           | Championnat | Championnat | Coupe(s) nationale(s) | Coupe(s) nationale(s) | Compétition(s) continentale(s) | Compétition(s) continentale(s) | Compétition(s) continentale(s) | Total | Total |
| Saison                | Club                  | Division              | M.          | B.          | M.                    | B.                    | Comp.                          | M.                             | B.                             | M.    | B.    |
| 1967                  | Zvezda Kirovograd     | D2                    | 24          | 5           | 1                     | 0                     | -                              | -                              | -                              | 25    | 5     |
| Sous-total            | Sous-total            | Sous-total            | 24          | 5           | 1                     | 0                     | -                              | -                              | -                              | 25    | 5     |
| 1968                  | Dynamo Kiev           | D1                    | 3           | 0           | 1                     | 0                     | -                              | -                              | -                              | 4     | 0     |
| 1969                  | Dynamo Kiev           | D1                    | 3           | 0           | -                     | -                     | -                              | -                              | -                              | 3     | 0     |
| 1970                  | Dynamo Kiev           | D1                    | 17          | 0           | 4                     | 0                     | -                              | -                              | -                              | 21    | 0     |
| 1971                  | Dynamo Kiev           | D1                    | 28          | 3           | 2                     | 0                     | -                              | -                              | -                              | 30    | 3     |
| 1972                  | Dynamo Kiev           | D1                    | 30          | 2           | 3                     | 1                     | C1                             | 4                              | 0                              | 37    | 3     |
| 1973                  | Dynamo Kiev           | D1                    | 30          | 5           | 8                     | 1                     | C1+C3                          | 2+6                            | 0+1                            | 46    | 7     |
| 1974                  | Dynamo Kiev           | D1                    | 27          | 1           | 4                     | 0                     | C2                             | 4                              | 0                              | 35    | 1     |
| 1975                  | Dynamo Kiev           | D1                    | 28          | 3           | 1                     | 0                     | C2+SC+C1                       | 3+1+3                          | 0                              | 36    | 3     |
| 1976                  | Dynamo Kiev           | D1                    | 6           | 1           | 1                     | 0                     | C1+C1                          | 2+1                            | 0                              | 10    | 1     |
| 1977                  | Dynamo Kiev           | D1                    | 27          | 3           | 3                     | 0                     | C3                             | 2                              | 1                              | 32    | 4     |
| 1978                  | Dynamo Kiev           | D1                    | 24          | 3           | 7                     | 0                     | C1                             | 4                              | 1                              | 35    | 4     |
| 1979                  | Dynamo Kiev           | D1                    | 25          | 2           | 1                     | 0                     | C3                             | 4                              | 0                              | 30    | 2     |
| 1980                  | Dynamo Kiev           | D1                    | 28          | 6           | 6                     | 0                     | C3                             | 2                              | 0                              | 36    | 6     |
| 1981                  | Dynamo Kiev           | D1                    | 24          | 4           | 5                     | 0                     | C1                             | 4                              | 0                              | 33    | 4     |
| 1982                  | Dynamo Kiev           | D1                    | 10          | 0           | 1                     | 0                     | C1                             | 2                              | 0                              | 13    | 0     |
| Sous-total            | Sous-total            | Sous-total            | 310         | 33          | 47                    | 2                     | -                              | 44                             | 3                              | 401   | 38    |
| Total sur la carrière | Total sur la carrière | Total sur la carrière | 334         | 38          | 48                    | 2                     | -                              | 44                             | 3                              | 426   | 43    |

## Palmarès
Union soviétique
- Médaillé de bronze aux Jeux olympiques d'été de 1976.

 Dynamo Kiev
- Champion d'Union soviétique en 1971, 1974, 1975, 1977, 1980 et 1981.
- Vainqueur de la Supercoupe de l'UEFA en 1975.
- Vainqueur de la Coupe d'Union soviétique en 1974, 1978 et 1982.
- Vainqueur de la Supercoupe d'Union soviétique en 1981.